# Periplacis glaucoma
Periplacis glaucoma är en fjärilsart som beskrevs av Charles Andreas Geyer 1837. Periplacis glaucoma ingår i släktet Periplacis och familjen Riodinidae. Inga underarter finns listade i Catalogue of Life.